# Sul Dnieper
Sul Dnieper (in russo На Днепре) op.51, conosciuto anche come Sur le Borysthène, è un balletto in undici quadri composto da Sergej Prokof'ev nel 1930.

## Storia
Dopo aver scritto nel 1925 Le pas d'acier, Prokof'ev si dedicò a composizioni più semplici e dal tono decisamente più lirico. Nacquero così il Divertimento op.43 per orchestra e il balletto Il figliol prodigo; questo era stato l'ultimo lavoro commissionato al musicista da Sergej Djagilev per i suoi Balletti russi prima della sua prematura scomparsa nel 1929.
Il ballerino e coreografo Serge Lifar, che era diventato allora il nuovo direttore dell'Opéra, ricordando il successo dell'ultimo balletto, commissionò a Prokof'ev un nuovo lavoro, sempre d'ambientazione russa, che diventerà Sul Dnieper. Il coreografo, che avrebbe interpretato anche la parte principale, collaborò col musicista per scrivere il libretto. Prokof'ev lavorò alla nuova partitura per tutta l'estate del 1930, pur continuando la sua intensa attività concertistica in Europa.
Il balletto venne rappresentato per la prima volta a Parigi al Teatro Sarah Berhardt il 16 dicembre 1932 e fu un clamoroso insuccesso, tanto che, dopo pochissime repliche, venne sospeso.
Il musicista, come era solito fare, trasse dal balletto una suite per orchestra, op.51a, della durata di venti minuti, in sei movimenti.

## Argomento
Il balletto è composto da undici quadri più un epilogo.
- Preludio
- L'incontro
- Scena mimata
- Pas de deux
- Variazione della prima danza
- Fidanzamento
- Danza dello sposo
- Danza della sposa
- Danza maschile
- Il litigio
- Scena mimata
- Epilogo

Sergej, un soldato dell'Armata Rossa, ritorna al suo villaggio natale, sulle rive del fiume Dnieper, al rientro dalla prima guerra mondiale. Egli desidera ritrovare la fidanzata Nataša, ma sulla strada del ritorno incontra Olga, una giovane che è obbligata dai genitori a sposare un uomo che non ama, un operaio ignorante e rozzo. Fra i due giovani nasce subito un'intesa che si trasforma presto in amore, suscitando in tal modo la gelosia e l'ira del promesso sposo di Olga. Si scatena così una lite fra i due uomini che degenera in rissa, coinvolgendo anche gli amici. Sergej sembra avere la peggio, ma poi la situazione viene risolta dalla compassionevole Nataša, ex promessa sposa del giovane, che aiuta i due novelli fidanzati a fuggire dal villaggio.

## Analisi
Le pas d'acier presentava una partitura fortemente percussiva e quasi "rumorosa", ben diversa da altre opere di Prokof'ev; nei balletti successivi il musicista ritrovò in effetti la sua vena lirica e melodica, ma, mentre nel Figliol prodigo la cantabilità era più diffusa e le melodie di facile ascolto, Sul Dnieper presenta minore attenzione a questo aspetto; la partitura sottolinea infatti maggiormente il ruolo timbrico degli strumenti e gli effetti da essi ottenuti, portando così a una musica meno d'effetto e più ardua all'ascolto . Tuttavia il balletto presenta dei momenti pregevoli, come l'Introduzione dove le sonorità, quasi impressionistiche, evocano la bellezza rigogliosa della campagna ucraina o la Danza della sposa, dell'ottavo quadro, dove la musica lenta e dolce riflette il carattere del personaggio di Olga.

## Organico
Ottavino, due flauti, due oboi, corno inglese, due clarinetti, due fagotti, controfagotto, quattro corni, due trombe, tre tromboni, basso tuba, timpani, piatti, grancassa, tamburo militare, tamburello, archi.